# Zahid Muñoz
Zahid Yibram Muñoz López (ur. 29 stycznia 2001 w Tepatitlán de Morelos) – meksykański piłkarz występujący na pozycji ofensywnego pomocnika lub skrzydłowego, od 2025 roku zawodnik Tepatitlán.